# アバタセプト
アバタセプト（Abatacept）は、ヒト細胞障害性Tリンパ球抗原-4 (CTLA-4) の細胞外ドメインとヒト免疫グロブリンG定常領域から構成される融合タンパク質であり、その構造からCTLA4-IgまたはCTLA4Igとも呼ばれる。その製剤は生物学的製剤のひとつとして抗リウマチ薬などとして使用されている。製剤としてのアバタセプトは点滴用の注射剤と自己注射可能な皮下注射製剤の二種類があり、オレンシア（Orencia）の商品名でブリストル・マイヤーズおよび小野薬品から発売されている。

## 概要
関節リウマチをはじめとする多くの全身性自己免疫疾患の病因については今日においても研究途上であるが、何らかの原因によって免疫系が異常に活動し、その結果免疫細胞の一種であるリンパ球やマクロファージが活性化し、それらが産生するTNFαやIL-6などのサイトカインによって炎症反応が引き起こされることがわかっている。
生物学的製剤のうち、TNFα阻害剤（エタネルセプト、インフリキシマブ、アダリムマブなど）やIL-6阻害剤（トシリズマブ）はこれらのサイトカインの産生を直接抑制あるいはその生理活性を抑制することで免疫抑制効果をもたらすのに対し、アバタセプトはこれらサイトカインの産生を誘導するT細胞の活性を抑制することで、免疫の抑制に寄与するところが特徴である。T細胞は抗原提示細胞と共刺激を起こすと活性化するが、アバタセプトは抗原提示細胞表面のCD80/CD86に結合し、CD28共刺激シグナルを阻害することでT細胞の活性化を抑制する。

## 効能・効果
- 関節リウマチ
- 若年性特発性関節炎（日本国内未承認）